# Úvod
L'Úvod - Уводь (rus) - és un riu de Rússia. És un afluent per l'esquerra del riu Kliazma.
Discorre del nord-oest cap al sud-oest i passa per les óblasts d'Ivànovo i Vladímir. Desemboca al riu Kliazma prop de la vila de Kovrov. Té una llargària de 185 km i drena una conca de 3.770 km². Les viles més importants a la vora de l'Úvod són Ivànovo i Kokhma.